# Johan Ludvig Heiberg (poet)

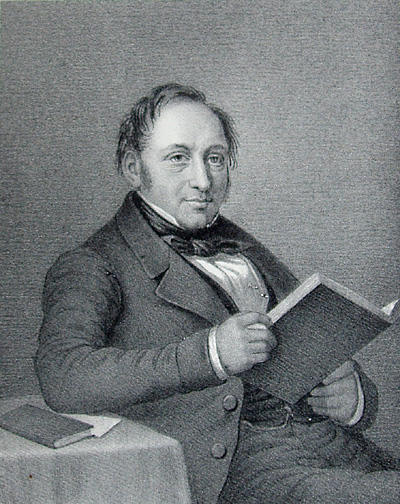
Johan Ludvig Heiberg

Johan Ludvig Heiberg (n. 14 decembrie 1791 - d. 25 august 1860) a fost un poet și dramaturg danez.
A fost o personalitate importantă în viața culturală a epocii.
A scris o lirică reflexivă, iar comediile sale satirice au marcat o înnoire în teatrul danez.

## Scrieri
- 1827: Inseparabilii ("De Uadskillelige")
- 1828: Colina elfilor ("Elverhøy")
- 1832: Danezii la Paris ("De Danske i Paris")
- 1836: Nu ("Nej")
- 1841: Poezii noi ("Nye digte")
- 1841: Un suflet după moarte ("En Sjæl efter Døden").

Heiberg a fost fondator al revistei Kjøbenhavns flyvende Post.